# Najświętsze Serce Jezusa (obraz Pompea Batoniego)
Najświętsze Serce Jezusa (wł. Sacro Cuore di Gesù) – obraz olejny autorstwa włoskiego malarza Pompeo Batoniego z 1760, znajdujący się w rzymskim kościele Il Gesù.
Obraz jest pierwowzorem dla wszystkich późniejszych malowideł przedstawiających Najświętsze Serce Pana Jezusa, charakterystycznych dla świątyń katolickich.

## Tematyka
Obraz powstał w oparciu o objawienia św. Małgorzaty Marii Alacoque z 1673. Jezus miał ukazać się wizytce podczas rekolekcji poprzedzających obłóczyny. Widzenie powtarzało się czterokrotnie. Zbawiciel nakazał szerzenie kultu swego Serca. W 1765 Klemens XIII ustanowił święto Najświętszego Serca Pana Jezusa. Batoni namalował obraz pięć lat później. Znajduje się on w Kaplicy Najświętszego Serca w kościele Il Gesù w Rzymie.

## Opis
Obraz jest portretem Chrystusa wyobrażonego jako młodego mężczyznę z zarostem i długimi, opadającymi na ramiona włosami. Jezus z nimbem ma czerwoną tunikę symbolizującą męczeństwo i ludzką naturę Syna Bożego. Zarzucony niebieski płaszcz symbolizuje naturę Bożą. Prawą dłonią wskazuje na swoje promieniejące serce, które trzyma w wyciągniętej lewej dłoni; opasane jest ono koroną cierniową symbolizującą cierpienie. Krzyż nad sercem nawiązuje do zbawczej śmierci. Płomień symbolizuje miłość ku ludziom, o której Chrystus mówił w objawieniu w Paray-le-Monial.